# Fly on the Wall
Fly on the Wall — студійний альбом гурту AC/DC, випущений у 1985 році. Другий та останній альбом гурту, спродюсований учасниками колективу Ангусом и Малколмом Янгами. Також альбом став дебютним для нового ударника Саймон Райт, що став учасником гурту після того як Філ Радд покинув його в 1983 році.
Як і попередній альбом (Flick of the Switch), не мав комерційного успіху (в порівнянні з Back in Black і For Those About to Rock (We Salute You)).Музичні критики оцінили його досить низько. Незважаючи на це, альбом був проданий тиражем понад 1 000 000 екземплярів та отримав платиновий статус.
Пісні «Sink the Pink» і «Shake Your Foundations» також увійшли до альбому Who Made Who.

## Список композицій
Всі пісні написані Ангусом Янгом, Малколмом Янгом і Браяном Джонсоном
| #   | Назва                    | Тривалість |
| --- | ------------------------ | ---------- |
| 1.  | «Fly on the Wall»        | 3:44       |
| 2.  | «Shake Your Foundations» | 4:10       |
| 3.  | «First Blood»            | 3:46       |
| 4.  | «Danger»                 | 4:22       |
| 5.  | «Sink the Pink»          | 4:15       |
| 6.  | «Playing with Girls»     | 3:44       |
| 7.  | «Stand Up»               | 3:53       |
| 8.  | «Hell or High Water»     | 4:32       |
| 9.  | «Back in Business»       | 4:24       |
| 10. | «Send for the Man»       | 3:36       |

## Музиканти
- Браян Джонсон — вокал
- Анґус Янґ — електрогітара
- Малколм Янґ — ритм-гітара, бек-вокал
- Вільямс Кліфф — бас-гітара, бек-вокал
- Саймон Райт — барабани

## Хіт-паради

### Тижневі
| Хіт-парад(1985)                                      | Найвища позиція |
| ---------------------------------------------------- | --------------- |
| Australian Kent Music Report Albums Chart            | 4               |
| Австрія Austrian Albums (Ö3 Austria)                 | 16              |
| Canadian Albums Chart                                | 30              |
| Нідерланди Dutch Albums (MegaCharts)                 | 26              |
| Німеччина German Albums (Media Control)              | 14              |
| Нова Зеландія New Zealand Albums (Recorded Music NZ) | 22              |
| Швеція Swedish Albums (Sverigetopplistan)            | 10              |
| Швейцарія Swiss Albums (Schweizer Hitparade)         | 19              |
| Норвегія Norwegian Albums (VG-lista)                 | 17              |
| Велика Британія UK Albums (OCC)                      | 7               |
| США Billboard 200                                    | 32              |

## Сертифікації
| Регіон                                             | Сертифікація  | Продажі    |
| -------------------------------------------------- | ------------- | ---------- |
| Австралія (ARIA)                                   | 3× Платиновий | 210 000^   |
| Німеччина (BVMI)                                   | Золотий       | 250 000^   |
| Іспанія (PROMUSICAE)                               | Золотий       | 50 000^    |
| Швейцарія (IFPI Switzerland)                       | Золотий       | 25 000^    |
| Велика Британія (BPI)                              | Срібний       | 60 000^    |
| США (RIAA)                                         | Платиновий    | 1 000 000^ |
| ^відвантаження, що базуються лише на сертифікаціях |               |            |